# Rosenkrantz' gate
Rosenkrantz' gate (skrevet Rosenkrantz' Gade til 1907) er en gade i det centrale Oslo, Oslo centrum. Den går fra C.J. Hambros plass til Rådhusplassen. Den er opkaldt efter rigsbankdirektør Marcus Gjøe Rosenkrantz og fik navnet i 1852; Rosenkrantz' tidligere ejendom Rosenkrantzhaven lå ved den nordlige ende af gaden. Den sydlige ende af gaden hed før 1864 Præstegaden.